# Albert Baertsoen
Albert Baertsoen (Gand, 9 giugno 1866 – 9 gennaio 1922) è stato un pittore impressionista belga, specializzato nella tecnica del pastello.

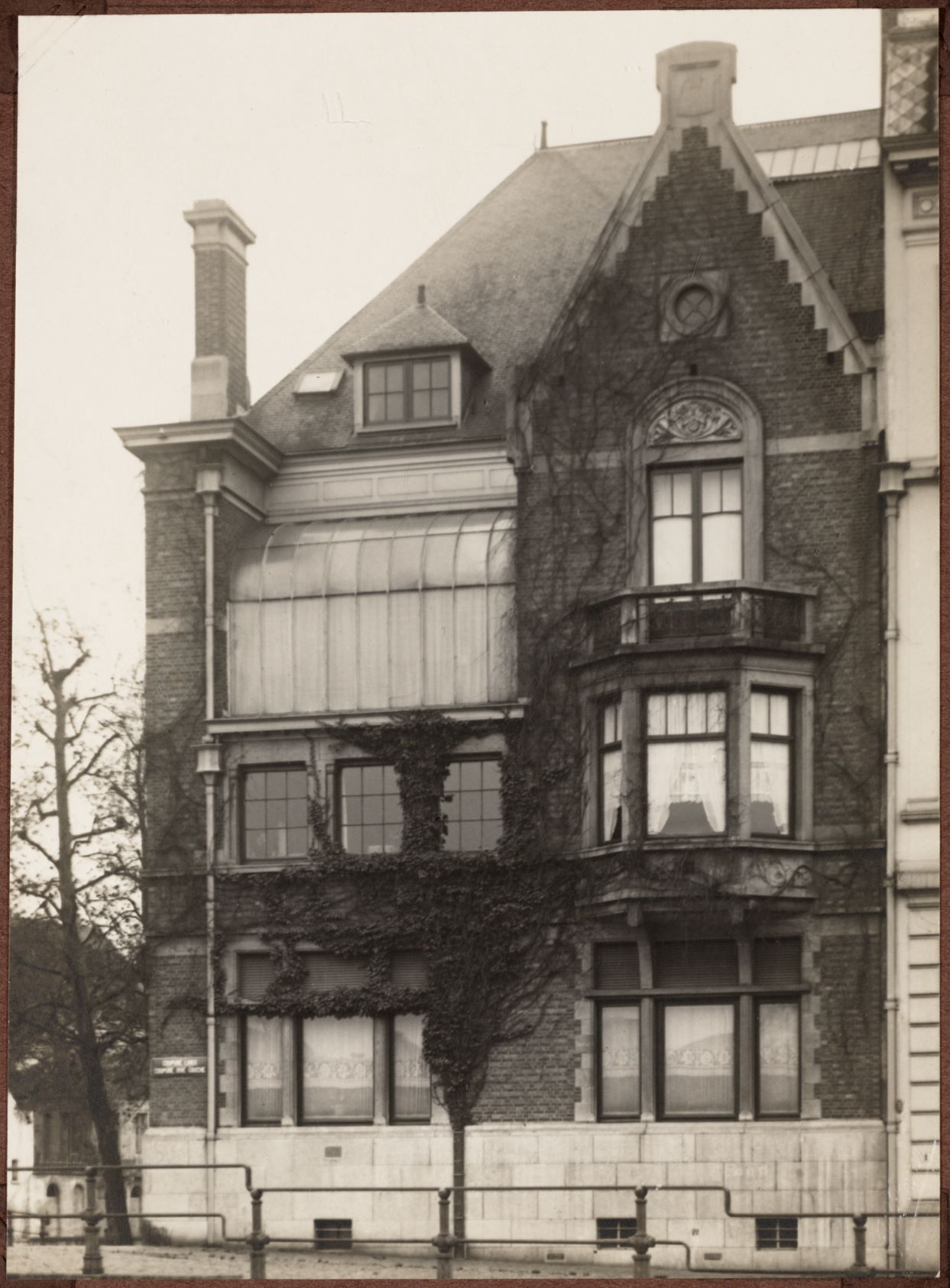
Casa di A. Baertsoen in Gent, al Bijlokekaai

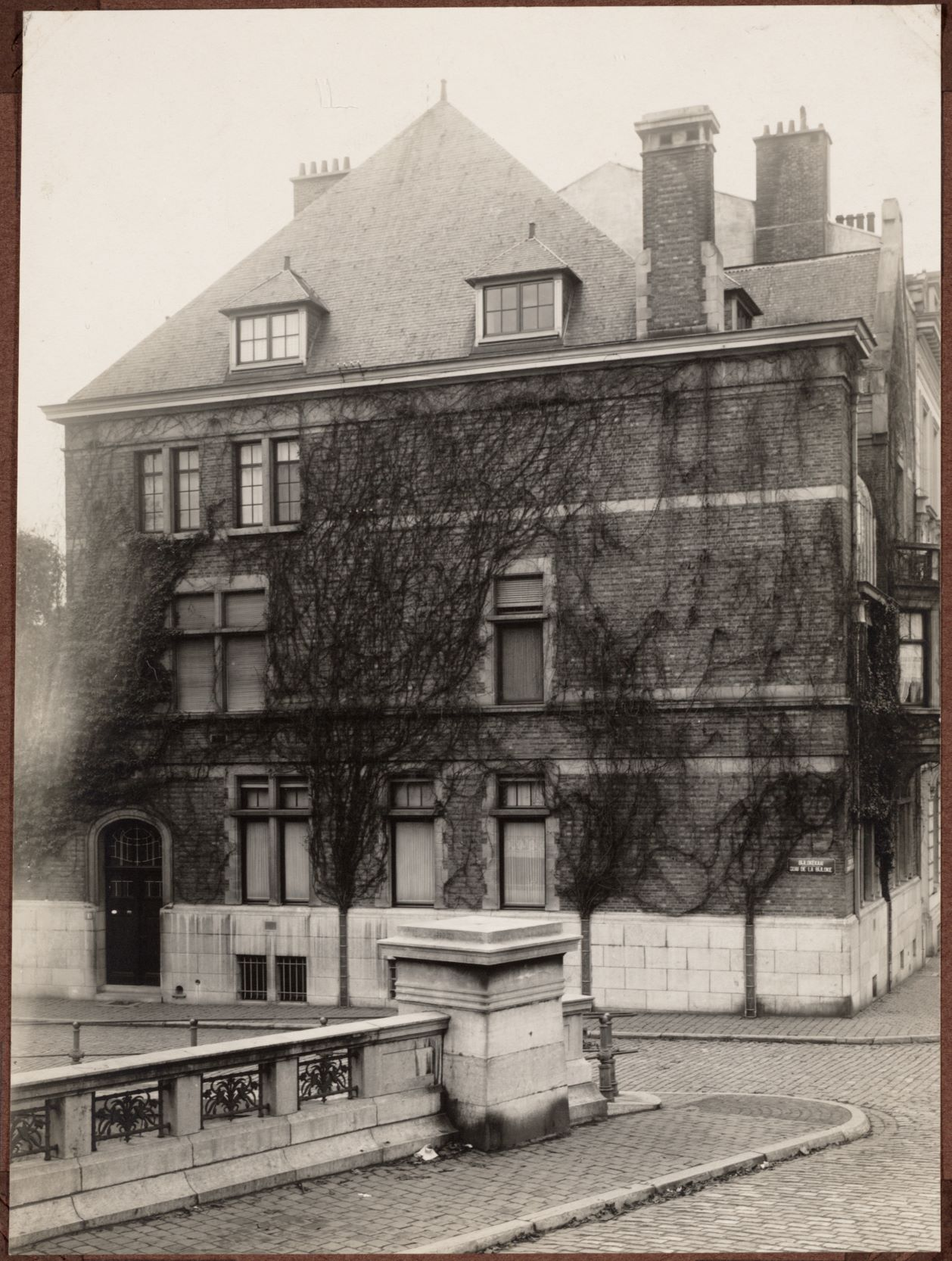
Casa di A. Baertsoen in Gent, al Coupure

Le sue opere si trovano in numerosi musei tra cui Gand, Museum voor Schone Kunsten, Bruxelles, Anversa, Brugge, Luik. Musée d'Orsay di Parigi, a Tokyo e a Poznan.
Partecipò alla III Esposizione internazionale d'arte di Venezia del 1899.